# Neil Davis
Neil Brian Davis (14 de febrero de 1934 a 9 de septiembre de 1985) fue un camarógrafo australiano reconocido por su trabajo como un fotoperiodista durante la Guerra de Vietnam y otros conflictos en la región. Lo mataron en Bangkok, el 9 de septiembre de 1985, durante el rodaje de un conflicto menor tailandés. 

## Primeros años
Davis nació en Nala, Tasmania. Dejó la escuela a los 14 años para trabajar en la Unidad de Cine del Gobierno de Tasmania. Se unió a la Comisión Australiana de Radiodifusión (ABC) en 1961 como un cine-camarógrafo, pero se fue en diciembre de 1963 para aceptar una oferta para convertirse en camarógrafo y corresponsal de Visnewspara el Sudeste Asiático. Él se fue para Singapur.

## Corresponsal de guerra
A principios de 1964 Davis fue a Borneo para cubrir la confrontación entre Indonesia y Malasia. Poco después, Davis hizo sus primeras visitas a Vietnam y Laos. A pesar de que informó de toda Asia, se le recuerda por su larga asociación con los informes sobre la  guerra en Indochina.
Inusual entre los corresponsales extranjeros, Davis decidió filmar la guerra desde el Vietnam del Sur, disparando aclamado material de combate en muchas ocasiones y adquirió una reputación de habilidad y suerte. Fue impulsado por el deseo de obtener la mejor película que pudo y fue bien conocido por su neutralidad, cruzar, en una ocasión, a la película desde el lado Viet Cong. La principal preocupación de Davis fue con la filmación de los efectos de la guerra y el combate a los individuos. Su neutralidad no con data, Davis se ganó la ira de Estados Unidos, de las autoridades militares, pero esto no impidió que las cadenas de noticias estadounidenses buscaran su trabajo para transmitirlo.
Durante la Ofensiva Tet que se efectuó a principios de 1968, Davis cubrió desde Saigón y Tono. Fue durante su período en el matiz de que Davis cruzó camino con el general de brigada Nguyen Ngoc Loan. Davis recuerda que en el cumplimiento de Nguyen Ngoc Loan que "levantó el brazo a la que había atado una pistola ametralladora, apuntó hacia mí y me dijo 'Algún día te mato'". Aunque al parecer chocante, Davis sabía que esto no era cierto y realmente una referencia a los acontecimientos que habían ocurrido anteriormente durante la ofensiva.
Entre 1970 y 1975 Davis pasó cada vez más tiempo en Camboya y se trasladó a Phnom Penh en 1971. Fue gravemente herido en varias ocasiones, una vez a punto de perder una pierna, pero estaba en forma y tenía la determinación suficiente para recuperarse y continuar su trabajo. En junio de 1973 Davis dejó Visnews y se convirtió en un periodista independiente. En abril de 1975, Davis optó por dejar Phnom Penh con la evacuación helicóptero estadounidense. Junto con el corresponsal de NBC News, Jim Laurie, voló a Vietnam para cubrir la etapa final de la guerra. El 30 de abril, Davis filmado como tropas de Vietnam del Norte y T-54 tanque número 834 famosamente rompió a través de las puertas del Palacio Presidencial de Saigón. Esta imagen, que se ha mantenido durante mucho tiempo un símbolo del fallo de América para detener el comunismo de Vietnam, fue transmitido por primera vez en un  NBC News Informe especial: Saigón comunista  narrado por Laurie en 26 de mayo de 1975
Después de Vietnam, Davis tuvo su sede en Bangkok, Tailandia, pero viajó a cubrir historias en Angola, Sudán, Uganda y Líbano. En 1978 fue encarcelado brevemente en Siria, acusado de espionaje a favor de Israel.

## Muerte
Después de casi 20 misiones peligrosas en los frentes de batalla, Neil Davis murió en Bangkok el 9 de septiembre de 1985, durante el rodaje de un menor ataque en Thai, que fue un intento de golpe de Estado que terminó después de sólo unas pocas horas. Davis y su técnico de sonido americano, Bill Latch, cubrían una torre de radio del Ejército que habían sido incautados. Un tanque golpista protegía la puerta de entrada a la torre. Davis colocó su cámara frente al tanque y se dispuso a entregar su informe. Sin previo aviso, el tanque disparó una ronda en su dirección. Davis y Latch fueron fatalmente heridos por metralla. Davis murió en el acto, y su cámara cayó al suelo, aún en marcha. La última escena de su cámara registró fue el Pasador de morir arrastrándose por la cubierta.
Latch, un exmisionero, había tenido reservas que trabajan con Davis. Sabía que la imprudencia de Davis algún día iba a ser su perdición, según un colega de Voz de América. Davis también tenía sus propias reservas; siempre meticuloso en el cuidado y mantenimiento de su equipo, Davis en privado cuestionaron la capacidad del Latch para cumplir con sus normas. Davis fue víctima de la tecnología, que pudo haber contribuido a su muerte. Él siempre había trabajado por él mismo en situaciones peligrosas, prefiriendo no tomar decisiones de vida o muerte para los demás. Pero durante los últimos seis años de su vida, fue atado a un técnico de sonido "a asumir la batería pesada y el paquete de casete, vinculado a la cámara de nueve kilogramos por un cable de vídeo." 

## Conmemoraciones
En 1986, Davis fue introducido a título póstumo en la Sala de los TV Week Logie Awards 'de la Fama.
Su trabajo se ha conmemorado en el documental  Frontline  por  David Bradbury y en la biografía de  Tim Bowden, "Una hora Atestado que toma su título de un verso de Thomas Osbert Mordaunt: "Una hora llena de gente de la vida gloriosa vale una edad sin nombre" una línea que Davis escribió en el frente de cada uno de sus diarios de trabajo. La galardonada canción Augie March "Una Hora Atestado" fue compuesta por Glenn Richards mientras leía  Una hora Atestado .